# برج القنوني
برج القنوني  هو معلم أثري تونسي مصنف من قبل المعهد الوطني للتراث يقع في ولاية صفاقس في الجنوب الشرقي التونسي، تحديدا في مدينة صفاقس تم تصنيف المعلم في يوم 20 يوليو 2002.

## مقالات ذات صلة
- قائمة المعالم الأثرية المصنفة في تونس